# Шиманув (Ліпський повіт)
Шиманув (пол. Szymanów) — село в Польщі, у гміні Ліпсько Ліпського повіту Мазовецького воєводства.
Населення — 137 осіб (2011).
У 1975-1998 роках село належало до Радомського воєводства.

## Демографія
Демографічна структура станом на 31 березня 2011 року:
|          | Загалом | Допрацездатний вік | Працездатний вік | Постпрацездатний вік |
| -------- | ------- | ------------------ | ---------------- | -------------------- |
| Чоловіки | 71      | 15                 | 46               | 10                   |
| Жінки    | 66      | 14                 | 40               | 12                   |
| Разом    | 137     | 29                 | 86               | 22                   |